# Souhvězdí Vývěvy
Vývěva je souhvězdí na jižní obloze. Souhvězdí zavedl v 18. století Nicolas-Louis de Lacaille. Je pozorovatelné i ve střední Evropě, celé vystupuje nad obzor jižně od 49,5° s.š.

## Významné hvězdy
| Hvězda | Hvězdná velikost |
| ------ | ---------------- |
| α Ant  | 4,25m            |
| ε Ant  | 4,51m            |
| ι Ant  | 4,60m            |